# Ignacy Gepner
Ignacy Gepner (ur. 3 września 1802 w Płocku, zm. 30 lipca 1867 w Warszawie) – polski oficer, urzędnik, malarz amator i litograf. 

## Życiorys
Syn Ignacego Ernesta i Anny Barbary z Pohlów; bratanek Leopolda Goeppnera. Absolwent Liceum Warszawskiego, w latach 1824–1826 studiował na Wydziale Administracyjnym Królewskiego Uniwersytetu Warszawskiego, od 1826 w Komisji Rządowej Wojny jako aplikant w stopniu podporucznika. Uczestniczył w powstaniu listopadowym początkowo jako pisarz przy audytorze w dywizji piechoty, następnie od stycznia 1831 audytor 7 Pułku Piechoty Liniowej, a od czerwca 1831 audytor 2 Dywizji Piechoty; przeszedł granicę Prus, gdzie został internowany w Lidzbarku, wrócił w styczniu 1832 do Warszawy gdzie ponowił przysięgę wierności cesarzowi Mikołajowi I. Pracował w Wydziale Skarbowym Komisji Województwa Mazowieckiego, a od 1832 w sekretariacie Banku Polskiego, dochodząc pod koniec swej kariery urzędniczej do funkcji naczelnika sekcji. W lutym 1833 zwolniony ze służby wojskowej, od 1834 mąż Antoniny Czyszkowskiej. Ojciec Bolesława Gepnera.
W latach 30. uczył się prywatnie malarstwa u Aleksandra Kokulara. Uprawiał malarstwo portretowe i rodzajowe. W swoich obrazach i litografiach przedstawiał życie Warszawy i rzemieślników przy pracy. Wystawiał swoje prace w Warszawie w latach 1836–1850, początkowo kopie z Teniersa i Lampiego, w 1838 wystawił cztery portrety z natury, w 1841 60 oryginalnych obrazków rodzajowych – część z nich wydał w cynkografiach, które zdobyły znaczną popularność. W 1834 zilustrował książkę Pielgrzym w Dobromilu autorstwa Izabeli Czartoryskiej, a w latach 1836–1847 na zamówienie Komisji Województwa Mazowieckiego tworzył portrety Mikołaja I, które trafiały do magistratów.
Zmarł w Warszawie, pochowany na Cmentarzu Powązkowskim.